# Felix Finkbeiner
Felix Finkbeiner (8 de octubre de 1997) es un ecologista alemán, fundador de la iniciativa Plant-for-the-Planet.

## Biografía
Hijo del empresario y miembro del Club de Roma Frithjof Finkbeiner y de la ingeniera textil Karolin Finkbeiner, Felix creció en las ciudad bávaras de Pähl y Uffing am Staffelsee. Estudió en la Escuela Internacional de Múnich desde cuarto curso hasta su graduación en 2015. Después de vivir tres años en Londres, se graduó en relaciones internacionales por la Escuela de Estudios Orientales y Africanos en 2018. Desde septiembre del mismo año es estudiante de doctorado en ciencias ambientales en la Escuela Politécnica Federal de Zúrich.
En enero de 2007, cuando contaba con tan solo nueve años, Finkbeiner dio en clase una presentación sobre el calentamiento global, en cuyo transcurso sugirió a sus compañeros esparcir la iniciativa de que los niños del mundo plantasen un millón de árboles en cada país. Finkbeiner y sus compañeros decidieron ponerlo en práctica plantando el primer árbol el 28 de marzo de 2007, a lo que siguió el lanzamiento oficial de Plant-for-the-Planet. Tras tres años, la iniciativa completó su primer millón. Felix fue invitado a hablar en el Parlamento Europeo con 10 años y en la Asamblea General de las Naciones Unidas con 13.

## Premios

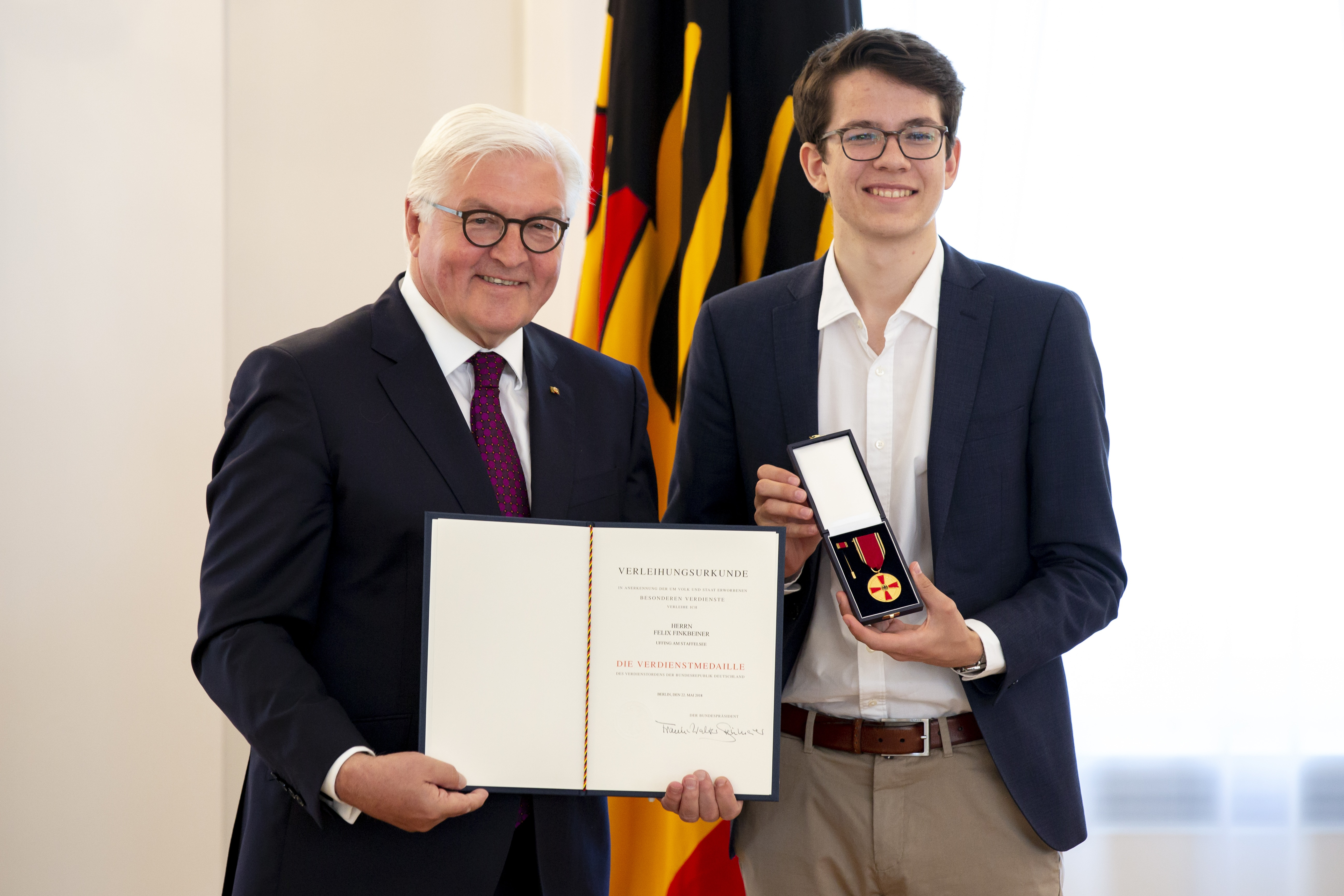
Felix Finkbeiner recibiendo la Orden del Mérito de la República Federal de Alemania.

- 2009: Medalla del estado de Baviera por méritos ecologistas.[4]
- 2011: Declarado por The Guardian como uno de sus 20 Gigantes Verdes.[5]
- 2011: Declarado por la revista Focus coo uno de los 100 alemanes más influyentes.[6]
- 2013: Premio Cultural Ciudadano del Parlamento de Baviera.[7]
- 2014: Premio Cultural Alemán[8]
- 2015: Europeo del Año según Reader's Digest.[9]
- 2016: Declarado por la Cámara Junior Internacional como uno de los Diez Jóvenes Más Destacados del Mundo.[10]
- 2018: Orden del Mérito de la República Federal de Alemania, concedida por el presidente de Alemania Frank-Walter Steinmeier.[11]
- 2018: Premio de la revista Focus a la persona más influyente de los últimos 25 años.[12]